# Deer Park, Maryland
Deer Park är en ort i Garrett County i delstaten Maryland, USA.